# Leoš Mlčák
Leoš Mlčák (* 15. září 1948 Velké Losiny) je český historik umění a památkář.
Studoval teorii a dějiny umění na Filozofické fakultě Univerzity Palackého v Olomouci (1969–1974), zajímalo ho olomoucké barokní malířství a tématem jeho disertace byl rokokový malíř Josef František Pilz. Poté ještě studoval dějiny architektury na Fakultě architektury ČVUT v Praze (1976–1978) a od 70. let působil v oblasti památkové péče na střední a severní Moravě, kde se zaměřil stavebně-historické průzkumy, evidenci a dokumentaci památek. Roku 1992 si založil vlastní olomoucký Ateliér pro průzkumy, dokumentace, rekonstrukce a restaurování památek a od roku 2002 je kurátorem a kunsthistorikem v Muzeu umění Olomouc, nejprve v arcidiecézním muzeu v Olomouci a poté v Kroměříži. Zpracoval např. témata olomouckého kláštera Hradisko a šternberského augustiniánského kláštera, výrazně se věnuje i kampanologii nebo ikonografii.  
Svým odborným renomé zaštítil necitlivou až brutální asanaci širšího historického centra slezského Frýdku.